# 고보욱
고보욱(高保勗, 924년 ~ 962년 12월 19일(음력 11월 20일))은 오대십국시대의 형남의 제4대 군주(재위：960년 ~ 962년). 자는 성궁(省躬). 고종회의 열번째 아들이다.

## 생애
고보융은 960년에 죽고, 고보욱(高保勗)이 형남절도사의 지위를 이었다(왕위를 얻지 않은 것을 국주라고 부른다). 고보욱은 무의미한 토목공사를 일으키고, 향락을 즐겼기 때문에 민심이 떠났다.
이에 관련하여 만사휴의(萬事休矣)란 말이 있는데, 이것은 고종회가 고보욱을 너무나 아껴 고보욱이 안하무인이 되었던 일을 주위 사람들이 탄식했다는 말에서 나온 고사성어이다.(출전은 [송사형남고씨세가](宋史荊南高氏世家))
고보욱은 962년에 죽고, 고보융의 장남 고계충(高繼沖)이 형남절도사의 지위를 이어받았다.
| 전임 형 남평정의왕 고보융 | 제4대 형남의 군주 960년 ~ 962년 | 후임 조카 고계충 |

| 전임 고보융 | 형남절도사 960년 ~ 962년 | 후임 고계충 |